# جواو باولو موريرا سانتوس
جواو باولو موريرا سانتوس (15 أغسطس 1992 بفالي دي كامبرا في البرتغال - ) هو لاعب كرة قدم برتغالي في مركز الوسط.

## وصلات خارجية
- جواو باولو موريرا سانتوس على موقع قاعدة بيانات كرة القدم.إي يو (الإنجليزية)
- جواو باولو موريرا سانتوس على موقع Soccerway.com (الإنجليزية)